# Чемпионат мира по лёгкой атлетике 2019 — марафон (женщины)
Соревнования в марафонском беге у женщин на чемпионате мира по лёгкой атлетике 2019 года прошли 27 сентября в Дохе (Катар). Круговая трасса длиной 7 км была проложена по набережной Корниш, спортсменкам предстояло преодолеть 6 кругов.
Действующей чемпионкой мира в марафоне являлась Роуз Челимо из Бахрейна.
В женском марафоне были разыграны первые медали чемпионата мира 2019 года. Однако вплоть до дня старта не утихали разговоры о возможном переносе забега или полной отмене. Причиной являлась жара, которая вместе с высокой влажностью воздуха делала проведение марафона опасным для здоровья участниц. Если на стадионе «Халифа» легкоатлеты находились в комфортных условиях из-за системы кондиционирования, то представители шоссейных дисциплин (марафон и спортивная ходьба) были лишены такой возможности. С целью минимизации рисков здоровью спортсменов, связанных с высокой температурой и влажностью воздуха, организаторы ещё в мае 2018 года приняли решение сделать старт марафонов и спортивной ходьбы в полночь. Кроме того, организаторы предприняли дополнительные меры безопасности, увеличив количество медицинского персонала и пунктов освежения на дистанции. За 2 дня до старта президент ИААФ Себастьян Коу подтвердил, что женский марафон состоится, несмотря на все трудности.

## Медалисты
| Золото              | Серебро             | Бронза                   |
| Рут Чепнгетич Кения | Роуз Челимо Бахрейн | Хелалиа Йоханнес Намибия |

## Рекорды
До начала соревнований действующими были следующие рекорды.
| Мировой рекорд                 | Пола Рэдклифф Великобритания | 2:15.25 | Лондон, Великобритания | 13 апреля 2003  |
| Рекорд чемпионатов мира        | Пола Рэдклифф Великобритания | 2:20.57 | Хельсинки, Финляндия   | 14 августа 2005 |
| Лучший результат сезона в мире | Рут Чепнгетич Кения          | 2:17.08 | Дубай, ОАЭ             | 25 января 2019  |

## Отбор на чемпионат мира
Отборочный норматив — 2:37.00. Для участия в чемпионате мира спортсменки должны были выполнить его в период с 7 марта 2018 года по 6 сентября 2019 года. Кроме того, к выполненному нормативу приравнивалось попадание в 10 лучших бегуний на любом из марафонов категории IAAF Gold Label Marathons в течение квалификационного периода. Плановое количество участников, установленное ИААФ в этом виде — 100.
Специальное приглашение (wild card) вне национальной квоты получила:
- Роуз Челимо — как действующая чемпионка мира

## Расписание
| Дата             | Время | Раунд соревнований |
| ---------------- | ----- | ------------------ |
| 27 сентября 2019 | 23:59 | Финал              |

Время местное (UTC+3:00)

## Результаты

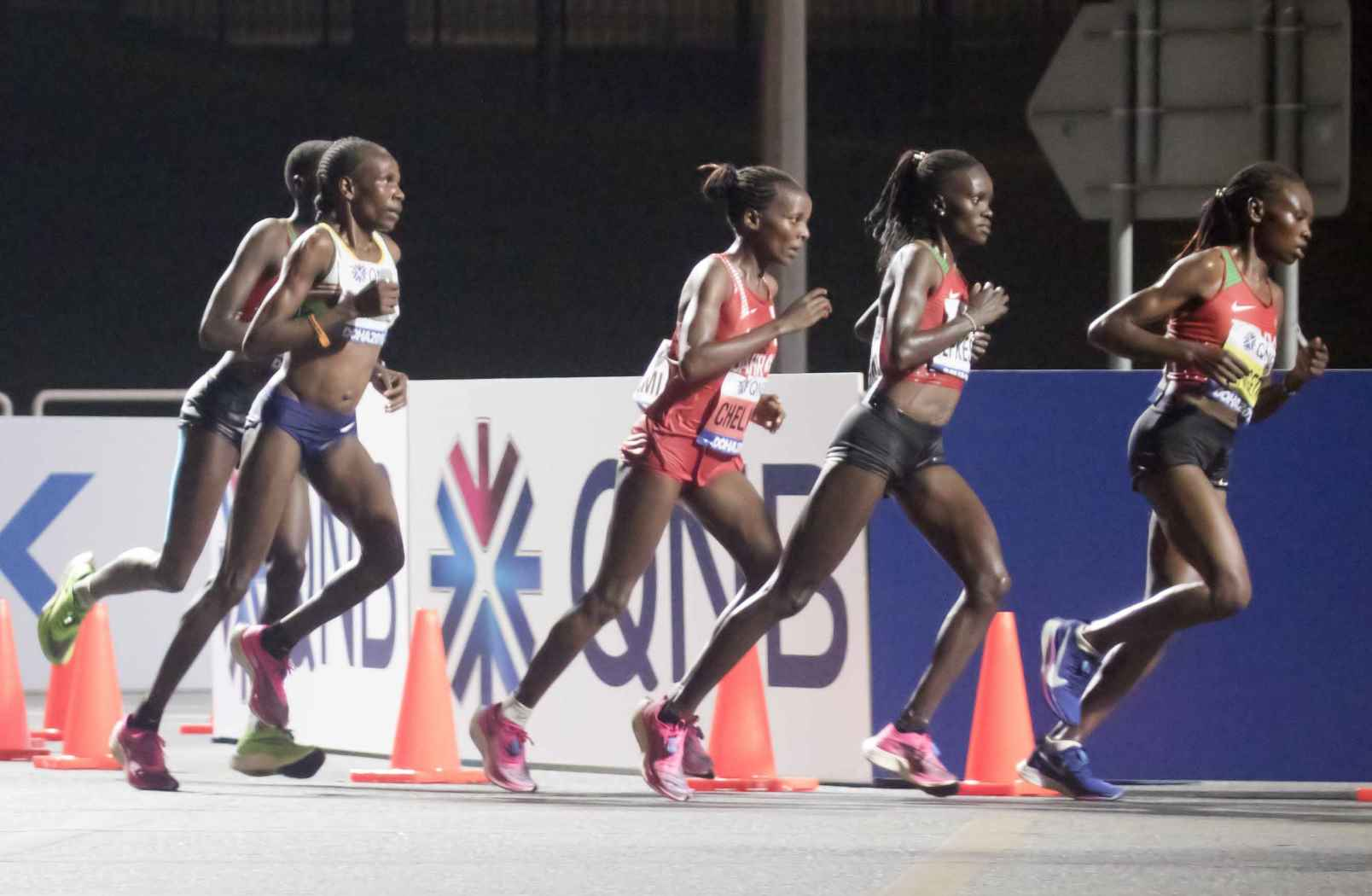
Группа лидеров

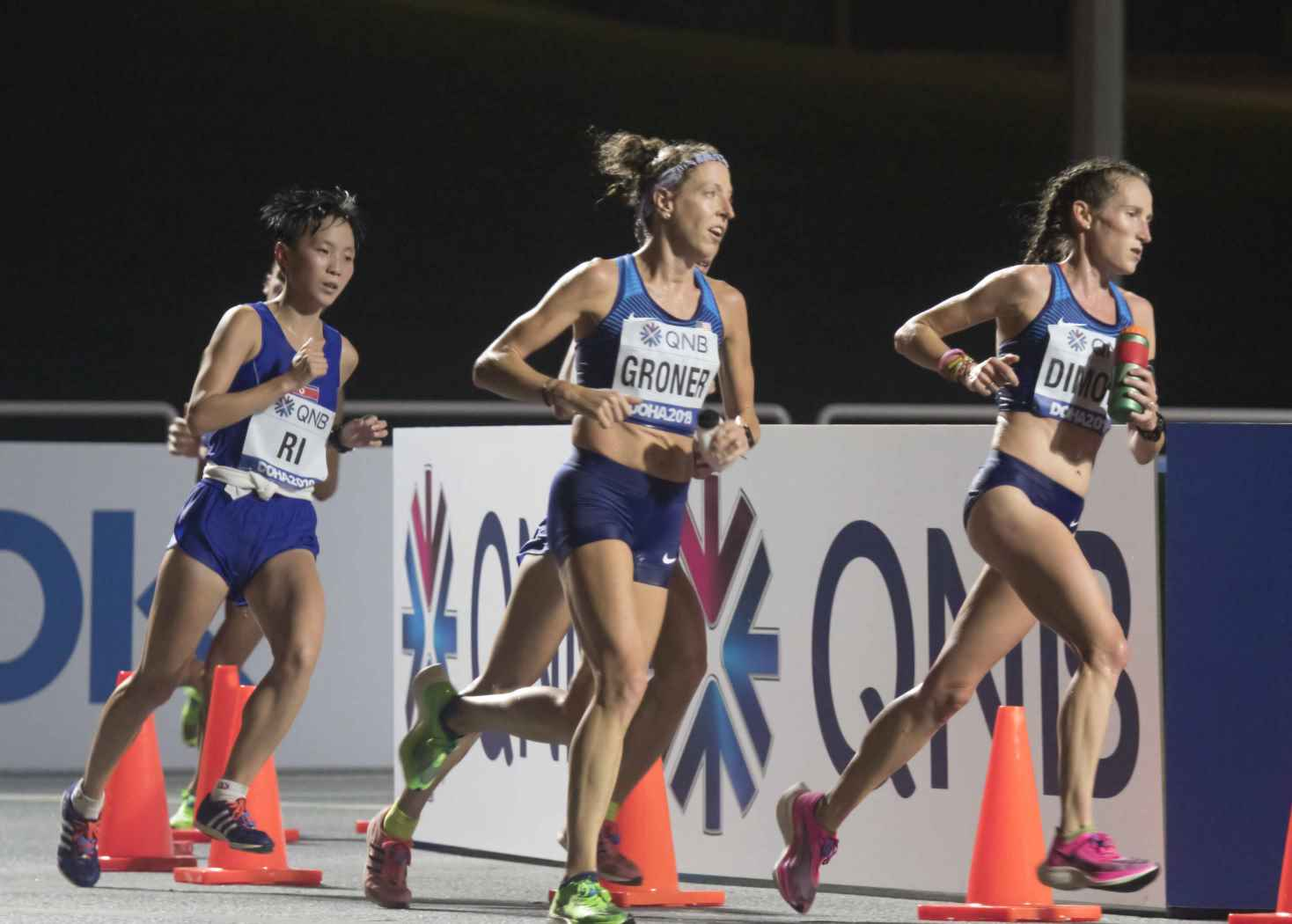
На дистанции. Слева направо: Ри (КНДР), Гронер, Димофф (обе — США)

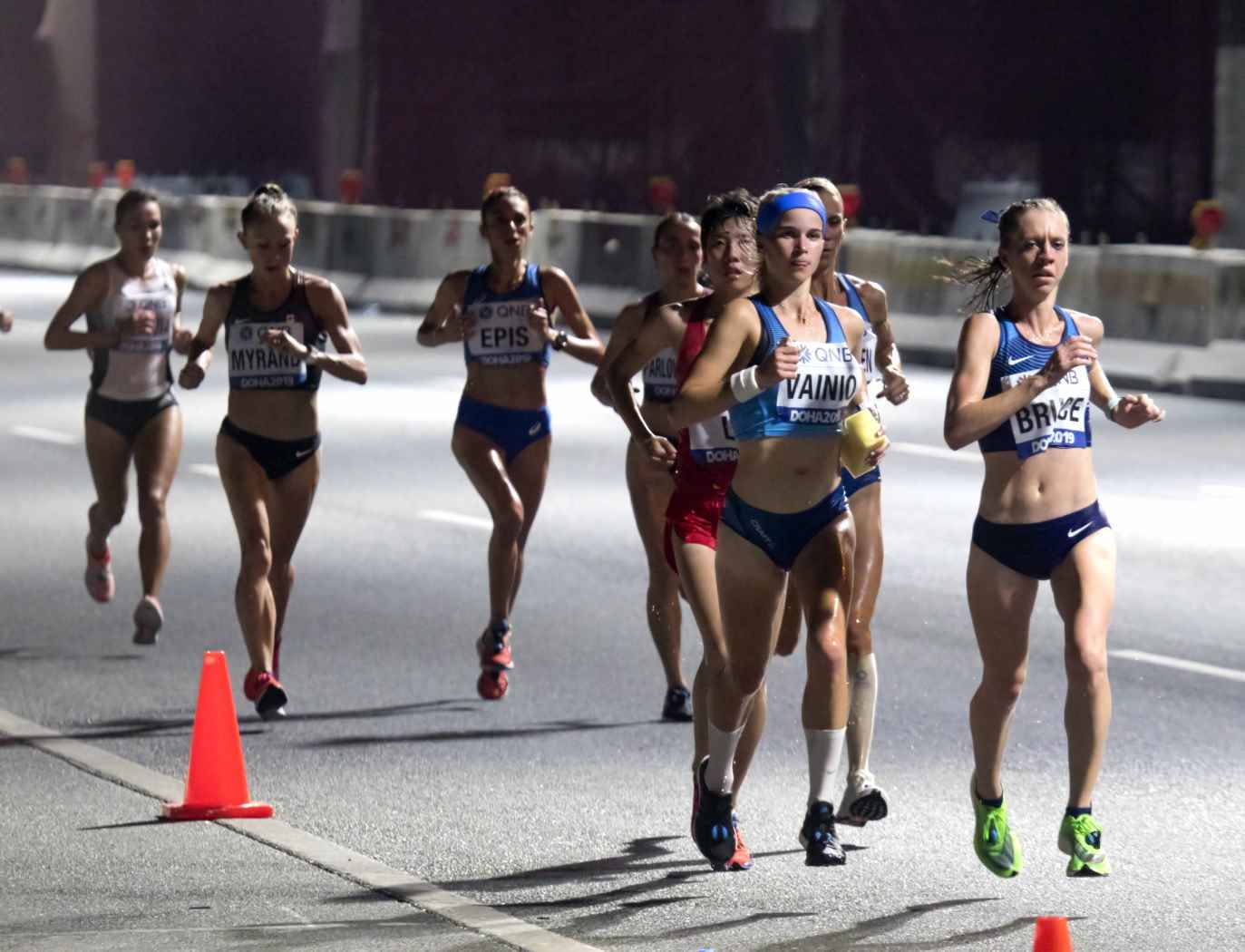
На дистанции

Обозначения: WR — Мировой рекорд | AR — Рекорд континента | CR — Рекорд чемпионатов мира | NR — Национальный рекорд | WL — Лучший результат сезона в мире | PB — Личный рекорд | SB — Лучший результат в сезоне | DNS — Не стартовала | DNF — Не финишировала | DQ — Дисквалифицирована

Старт забегу был дан 27 сентября в 23:59 по местному времени. На дистанцию отправились 68 бегуний из 41 страны.
Предстартовые ожидания относительно погоды оправдались. Несмотря на полночь, температура воздуха в Дохе составляла 32 градуса при влажности воздуха 74 процента, предопределив невысокий уровень показанных результатов.
Первой жертвой жары и влажности стала россиянка Сардана Трофимова, выступавшая в качестве нейтрального атлета. Со старта она возглавила забег в надежде выполнить норматив на Олимпийские игры 2020 года (2:29.30), но уже через 5 километров поняла, что не готова поддерживать нужный темп, и переместилась в середину многочисленной группы участниц.
Основные претенденты на победу определились довольно рано. Уже к 15-му километру в отрыв ушла группа из пяти спортсменок: действующая чемпионка мира Роуз Челимо, трио из Кении Рут Чепнгетич, Эдна Киплагат и Висилин Джепкешо, а также Хелалиа Йоханнес из Намибии. Следующее значимое событие произошло после 25-го километра, когда стала отставать Джепкешо. Оставшаяся четвёрка лидеров долгое время держалась вместе. За пять километров до финиша Чепнгетич совершила рывок, который оказался решающим в борьбе за золото. Лишь Челимо попыталась составить ей конкуренцию, однако отрыв между ними на заключительном отрезке дистанции только рос и в итоге составил чуть более минуты. В борьбе за бронзу сильнее оказалась 39-летняя Йоханнес, ставшая первой женщиной из Намибии — призёром чемпионата мира по лёгкой атлетики. Прежде помимо неё медали мирового первенства выигрывали двое мужчин: спринтер Фрэнки Фредерикс и марафонец Лукетц Свартбой. За пределами пьедестала осталась Эдна Киплагат, которой в ноябре 2019 года исполнилось 40 лет. Кенийская бегунья выступала на пяти подряд чемпионатах мира (2011—2019), ни разу не опустившись ниже пятого места, выиграв два чемпионских титула и одну серебряную медаль.
Результат победительницы (2:32.43) ожидаемо оказался худшим в истории женского марафона на чемпионатах мира. С дистанции сошли 28 участниц из 68 (41 процент). К погодным условиям оказались не готовы одни из главных фаворитов, спортсменки из Эфиопии. Все они закончили борьбу, не преодолев даже половину дистанции.
Перед стартом соревнований в ходьбе на 50 км ИААФ отдельно отметила, что во время женского марафона не было зафиксировано случаев теплового удара. За помощью к врачам обратились 30 спортсменок.
| Место | Спортсмен             | Гражданство           | Результат | Примечания |
| ----- | --------------------- | --------------------- | --------- | ---------- |
| 1     | Рут Чепнгетич         | Кения                 | 2:32.43   |            |
| 2     | Роуз Челимо           | Бахрейн               | 2:33.46   |            |
| 3     | Хелалиа Йоханнес      | Намибия               | 2:34.15   |            |
| 4     | Эдна Киплагат         | Кения                 | 2:35.36   | SB         |
| 5     | Ольга Мазурёнок       | Беларусь              | 2:36.21   |            |
| 6     | Роберта Гронер        | США                   | 2:38.44   |            |
| 7     | Мидзуки Танимото      | Япония                | 2:39.09   |            |
| 8     | Ким Чи Хян            | КНДР                  | 2:41.24   |            |
| 9     | Линдсей Тесье         | Канада                | 2:42.03   | SB         |
| 10    | Чо Ун Ок              | КНДР                  | 2:42.23   |            |
| 11    | Мадока Накано         | Япония                | 2:42.39   |            |
| 12    | Деси Моконин          | Бахрейн               | 2:43.19   |            |
| 13    | Кэрри Димофф          | США                   | 2:44.35   | SB         |
| 14    | Ри Кхван Ок           | КНДР                  | 2:46.16   |            |
| 15    | Висилин Джепкешо      | Кения                 | 2:46.38   |            |
| 16    | Марта Галимани        | Испания               | 2:47.45   |            |
| 17    | Анастасия Иванова     | Беларусь              | 2:48.41   |            |
| 18    | Шарлотта Фугберг      | Швеция                | 2:49.17   |            |
| 19    | Анне-Мари Хюрюляйнен  | Финляндия             | 2:51.26   |            |
| 20    | Марцела Йоглова       | Чехия                 | 2:52.22   |            |
| 21    | Рутендо Ньяхора       | Зимбабве              | 2:52.33   |            |
| 22    | Сардана Трофимова     | Нейтральный атлет     | 2:52.46   |            |
| 23    | Назрет Велду          | Эритрея               | 2:53.45   |            |
| 24    | Ма Юйгуй              | Китай                 | 2:55.24   |            |
| 25    | Хишигсайхан Галбадрах | Монголия              | 2:56.15   |            |
| 26    | Алиса Вайнио          | Финляндия             | 2:56.30   | SB         |
| 27    | Мелани Миран          | Канада                | 2:57.40   |            |
| 28    | Карла Роша            | Португалия            | 2:58.19   |            |
| 29    | Глория Привилецио     | Греция                | 2:58.43   |            |
| 30    | Валдилен дос Сантос   | Бразилия              | 2:59.00   |            |
| 31    | Мануэла Соккол        | Бельгия               | 2:59.11   |            |
| 32    | Светлана Куделич      | Беларусь              | 3:00.38   |            |
| 33    | Цыжэнь Цому           | Китай                 | 3:01.56   |            |
| 34    | Мунхзаяа Баярцогт     | Монголия              | 3:02.57   |            |
| 35    | Рошель Роджерс        | Австралия             | 3:05.12   |            |
| 36    | Андрейя Хессел        | Бразилия              | 3:06.13   |            |
| 37    | Йоханна Беклунд       | Швеция                | 3:08.30   |            |
| 38    | Келси Брюс            | США                   | 3:09.37   |            |
| 39    | Маяда Аль-Саяд        | Государство Палестина | 3:10.30   |            |
| 40    | Габриэла Транья       | Коста-Рика            | 3:19.13   |            |
| 41 !  | Матеа Парлов          | Хорватия              | DNF       |            |
| 41 !  | Лона Чемтаи           | Израиль               | DNF       |            |
| 41 !  | Эльвани Нимбона       | Бурунди               | DNF       |            |
| 41 !  | Аяно Икэмицу          | Япония                | DNF       |            |
| 41 !  | Фадиме Челик          | Турция                | DNF       |            |
| 41 !  | Джованна Эпис         | Италия                | DNF       |            |
| 41 !  | Сесилия Норрбум       | Швеция                | DNF       |            |
| 41 !  | Хируни Виджаяратне    | Шри-Ланка             | DNF       |            |
| 41 !  | Саша Голлиш           | Канада                | DNF       |            |
| 41 !  | Шитайе Эшете          | Бахрейн               | DNF       |            |
| 41 !  | Роза Чача             | Эквадор               | DNF       |            |
| 41 !  | Ли Дань               | Китай                 | DNF       |            |
| 41 !  | Файлуна Матанга       | Танзания              | DNF       |            |
| 41 !  | Шуре Демисе           | Эфиопия               | DNF       |            |
| 41 !  | Бояна Беляц           | Хорватия              | DNF       |            |
| 41 !  | Моника Битаутене      | Литва                 | DNF       |            |
| 41 !  | Шарлотт Пердью        | Великобритания        | DNF       |            |
| 41 !  | Ситора Хамидова       | Узбекистан            | DNF       |            |
| 41 !  | Линет Чебет           | Уганда                | DNF       |            |
| 41 !  | Рути Ага              | Эфиопия               | DNF       |            |
| 41 !  | Сара Доссена          | Италия                | DNF       |            |
| 41 !  | Ханна Ванденбюссхе    | Бельгия               | DNF       |            |
| 41 !  | Эльван Абейлегессе    | Турция                | DNF       |            |
| 41 !  | Александра Шафар      | Украина               | DNF       |            |
| 41 !  | Мария Коробицкая      | Кыргызстан            | DNF       |            |
| 41 !  | Дагмара Хандзлик      | Кипр                  | DNF       |            |
| 41 !  | Клементин Муканданга  | Руанда                | DNF       |            |
| 41 !  | Роза Дередже          | Эфиопия               | DNF       |            |
| 69 !  | Тиш Джонс             | Великобритания        | DNS       |            |
| 69 !  | Николина Шустич       | Хорватия              | DNS       |            |